# Cine de Tanzania

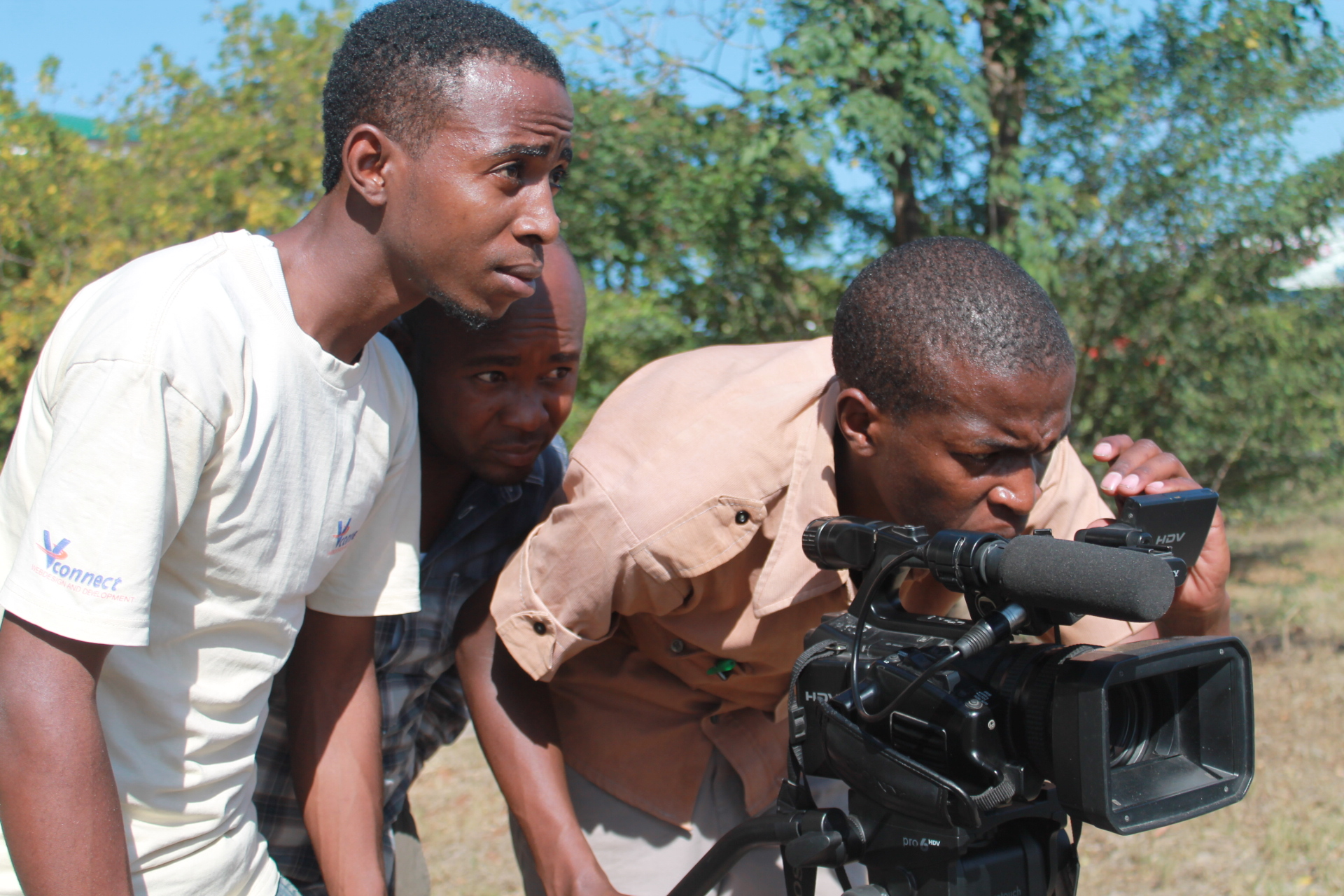
Un equipo de rodaje en Tanzania

La industria cinematográfica de Tanzania, conocida también como Swahiliwood o Bongowood, nació alrededor de 2001.
Las películas producidas con presupuestos bajos, horarios cortos y videocámaras se denominan coloquialmente "películas bongo" y se estrenan en masa en formato DVD. En 2011 se produjeron películas bongo de manera regular, pero solo se han estrenado en los cines unos pocos filmes de calidad superior en el país africano. La mayoría de los estudios de producción cinematográfica de Tanzania tienen su sede en Dar es-Salam.

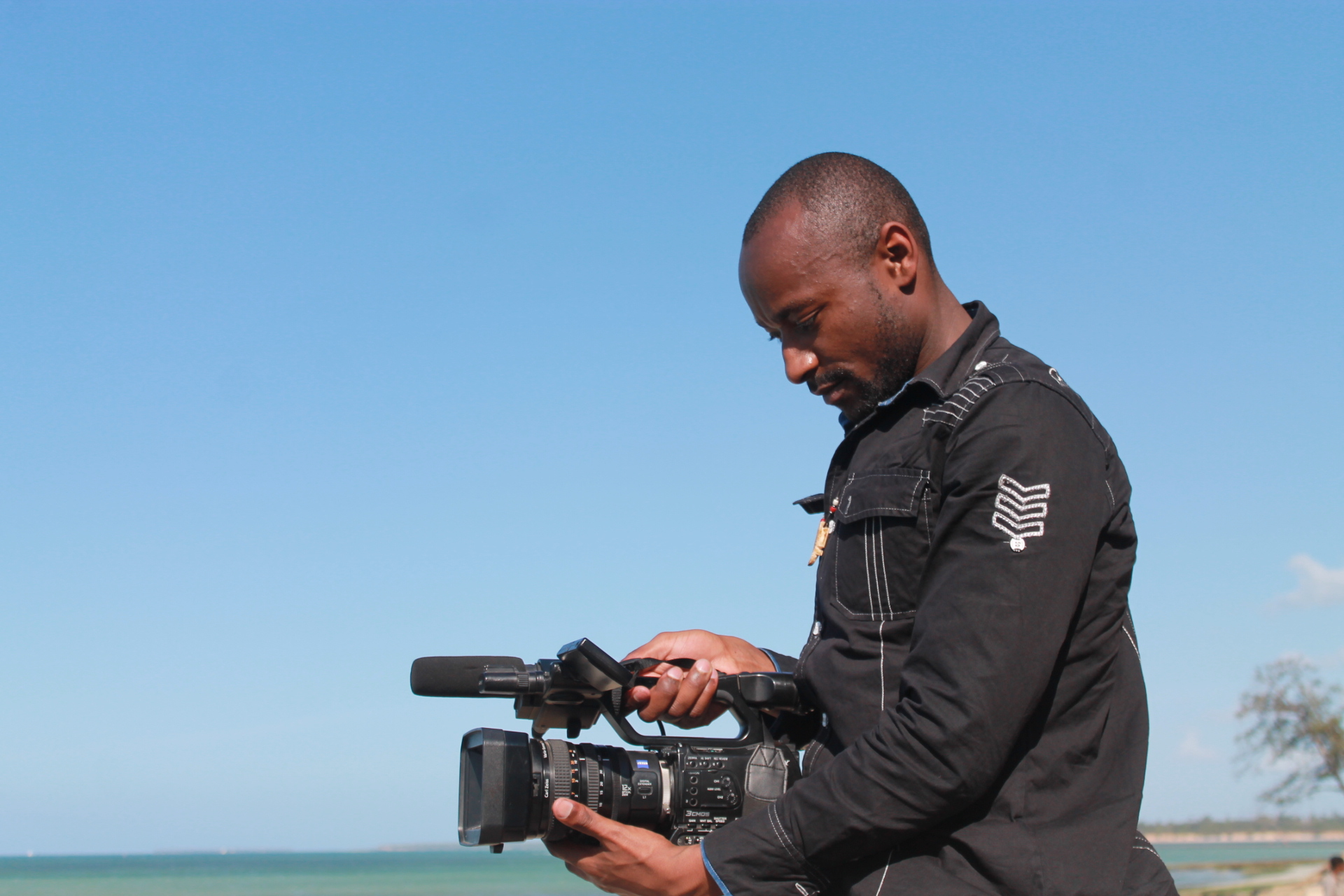
Un cineasta rodando en Tanzania

Antes de la independencia de Tanzania en 1961, algunas películas extranjeras se filmaron en Tanganica y Zanzíbar. El Festival Internacional de Cine de Zanzíbar es el evento cinematográfico más importante de Tanzania y acoge películas, talleres, exposiciones, música y artes escénicas.

## Historia
Los tanzanos heredaron partes de su cultura cinematográfica de los colonialistas británicos, incluida la producción tanto de películas comerciales como de películas de instrucción financiadas por el gobierno. Después de la independencia, el recién formado gobierno dirigido por el presidente Julius Kambarage Nyerere envió a casa a los expatriados sudafricanos del cine, y estableció la propia industria cinematográfica del país bajo el Ministerio de Desarrollo Comunitario.
En Sudáfrica el apartheid se encontraba en pleno apogeo, y Tanzania y otros países africanos independientes rompieron los lazos con ellos hasta que finalizó este sistema de segregación. En lugar de los cineastas sudafricanos, los cineastas yugoslavos comenzaron a ayudar a la industria cinematográfica de Tanzania en la década de 1960, ayudando a establecer la escena en el país. Muchas de las películas creadas durante esta época eran instructivas o educativas, hechas por el gobierno, y distribuidas en todo el territorio nacional.

## Películas tanzanas
En 2001, Maangamizi: The Ancient One fue la primera y hasta el momento la única película de Tanzania presentada en la categoría de Mejor Película Extranjera de los Premios de la Academia. Otras películas notables de esta industria son Bongoland (2003), Mapenzi Ya Mungu (2014) y Ni Noma, estrenada en junio de 2016.
Entre los artistas más conocidos del cine tanzano se encuentran Steven Kanumba, Elizabeth Michael, Kajala Masanja, Mzee Chillo, Baby Madaha, Wema Sepetu, Vincent Kigosi y Lucy Komba.

## Películas extranjeras
Antes de la independencia se rodaron muchas películas extranjeras en Tanzania y sus alrededores, entre ellas filmes de aventuras, dramáticos y bélicos.
Se necesitaron ocho meses de metraje para la película estadounidense Men of Two Worlds en Tanganica en 1943. La película Hatari! de John Wayne fue rodada también en el país africano. Se han filmado documentales de naturaleza, incluyendo algunas partes de Impressionen unter Wasser y The Crimson Wing: Misterio de los Flamencos. En 1992, el documental holandés Isingiro Hospital se realizó sobre un hospital en Tanzania que trataba a pacientes con SIDA. En 2010, el cineasta Nick Broomfield produjo el documental Albino United, sobre un equipo de fútbol albino en Tanzania en 2010, y filmó una adaptación de la novela de Ronan Bennett El catastrófico en la ciudad de Mwanza.